# Trifaoui
Trifaoui è un comune dell'Algeria, situato nella provincia di El Oued.